# Johnny Jordaan

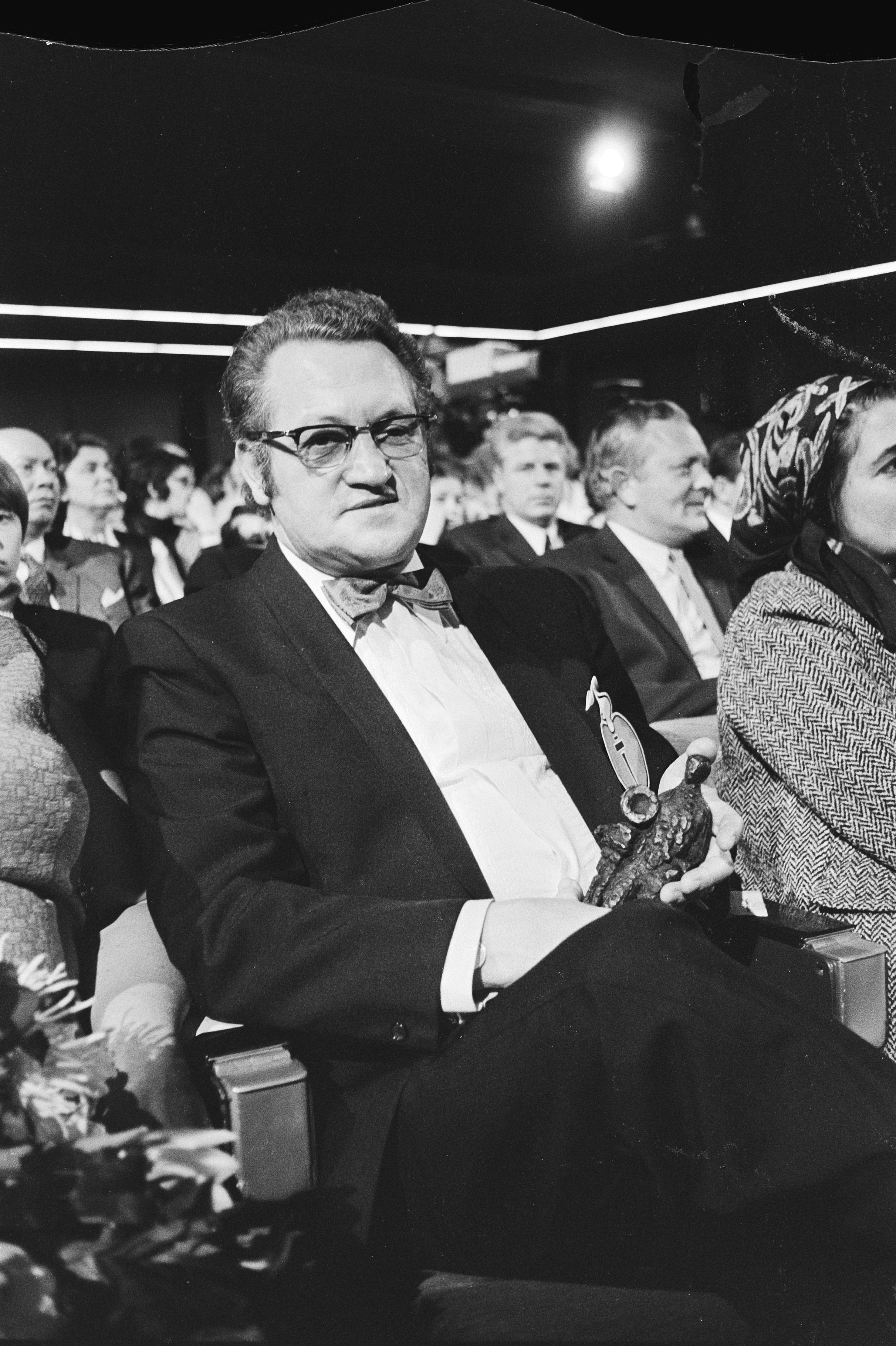
Johnny Jordaan in 1971

Johnny Jordaan, pseudoniem van Johannes Hendricus van Musscher (Amsterdam, 7 februari 1924 – aldaar, 8 januari 1989), was een Nederlands zanger en vertolker van het levenslied. Hij is bekend geworden door zijn liederen over Amsterdam en in het bijzonder over de Amsterdamse Jordaan.

## Biografie
Johnny Jordaan werd geboren in de Amsterdamse Jordaan op de hoek van de Rozenstraat en de Lijnbaansgracht. Hij was langs twee kanten een neef van Carel Verbrugge, die later bekend werd als Willy Alberti. De moeder van Jordaan was een zus van de vader van Alberti en de vader van Jordaan was een broer van de moeder van Alberti. Vanaf hun achtste zongen de twee neven samen op straat en in cafés liederen om geld voor zijn familie bij elkaar te sprokkelen. Op 9-jarige leeftijd verloor Jordaan, na een vechtpartij met Alberti, een oog. Dit werd vervangen door een glazen oog.
De naam Johnny Jordaan, die hij verkreeg via Alberti, gebruikte hij vanaf zijn veertiende, toen hij in zijn vrije tijd in cafés bleef zingen. Ondertussen had hij verschillende baantjes. Na de Tweede Wereldoorlog kreeg hij een baan als zingende kelner in het Amsterdamse café De Kuil. De dood van zijn moeder in 1952 bezorgde hem naast veel verdriet waarschijnlijk ook zijn eerste lichte hersenbloeding.

### Doorbraak
In 1955 won hij een wedstrijd die platenmaatschappij Bovema in samenwerking met Louis Noiret had uitgeschreven om de Beste Stemmen van de Jordaan te vinden. Hij bracht zijn eerste single uit, De Parel van de Jordaan, met op de B-kant Bij ons in de Jordaan (composities van Louis Noiret). De liedjes werden gespeeld in een radioprogramma van de AVRO. De single verbrak alle Nederlandse records en hij was opeens een nationale beroemdheid. Hij bracht in de jaren daarna ook nog een aantal singles uit, die allemaal erg succesvol bleken, alhoewel hij pas na 1961 ook door andere omroepen dan de AVRO werd gedraaid. Daarvoor werd hij door de andere omroepverenigingen geboycot. De VARA vond zijn repertoire ordinair en ongeschikt voor de PvdA-stemmende arbeider.
Door slecht financieel beheer kwam hij op zwart zaad te zitten. In 1962 opende hij met zijn goede vriendin Tante Leen een café in de Batavierenstraat te Rotterdam, dat aanvankelijk goed liep, maar hij moest deze zaak uiteindelijk door belastingschulden sluiten. Hij vertrok naar Antwerpen om ook daar een café te beginnen, maar zijn heimwee was te sterk en in 1968 zorgde Tante Leen ervoor dat hij terugkwam naar Amsterdam. De platenmaatschappij betaalde zijn belastingschuld. Harry de Groot schreef een nieuw lied voor hem, Een Pikketanussie, en zijn muziek bleek opnieuw populair. Hij toerde ook in Australië en Nieuw-Zeeland.

### Homoseksualiteit
Hoewel hij al in 1943 met Jannetje "Totty" de Graaff getrouwd was en ze samen een dochter kregen, was Johnny een groot deel van zijn leven door het verdringen van zijn gevoelens jegens mannen in wezen diep ongelukkig. Na een affaire met een man probeerde hij zelfmoord te plegen door uit een rijdende auto te springen. Pas na zijn coming-out in de late jaren 60, zijn echtscheiding en de ontmoeting met zijn latere levenspartner Ton Slierendrecht, met wie hij 31 jaar samenwoonde, ging het, althans psychisch, stukken beter met hem. De contacten met zijn dochter zijn altijd goed geweest.

### Afscheid
In 1970 liet zijn toch al broze gezondheid het verder afweten; in korte tijd kreeg hij een lichte hersenbloeding en een aantal hartinfarcten. Uiteindelijk nam hij in 1972 afscheid van het publiek met een televisieshow met Tante Leen, Willy Alberti, Ramses Shaffy, Zwarte Riek, Harry de Groot en tekstschrijver Pi Veriss. Aan het eind zong hij het afscheidslied: Bedankt, lieve mensen.
Incidenteel bleef de Stem van de Jordaan daarna nog optreden. Eind 1988 kreeg hij opnieuw een hersenbloeding, en op 8 januari 1989 overleed hij op 64-jarige leeftijd. Op de begraafplaats Vredenhof werd hij bijgezet in het graf waar ook zijn moeder, grootmoeder en schoonmoeder rusten.
Na de dood van Johnny Jordaan in 1989 werd geld ingezameld voor een standbeeld. Bij de onthulling van het beeld van beeldhouwer Kees Verkade in 1991 op de kop van de Elandsgracht begon een actie om dit stukje straat naar de zanger van het Jordaanlied te noemen. Tegen het advies van de straatnamencommissie besloot het college van burgemeester en wethouders eind 1995 het verzoek te honoreren, en korte tijd later werd het "pleintje" door wethouder Guusje ter Horst omgedoopt tot het Johnny Jordaanplein, ook al werd dat nooit in een raadsbesluit vastgelegd.

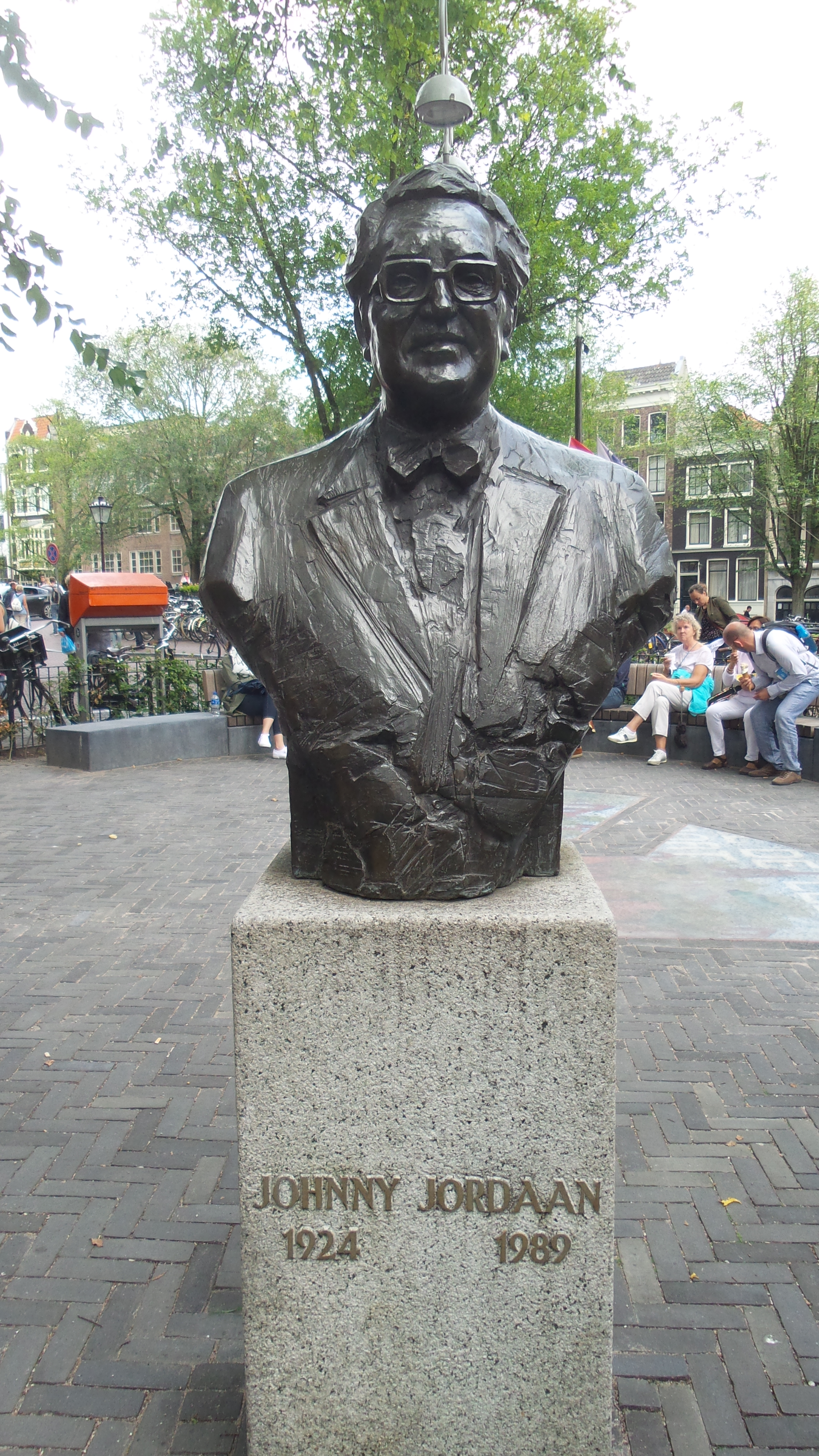
Beeld door Kees Verkade

## Discografie

### Albums
| Album met eventuele hitnotering(en) in de Nederlandse Album Top 100 | Datum van verschijnen | Datum van binnenkomst | Hoogste positie | Aantal weken | Opmerkingen         |
| ------------------------------------------------------------------- | --------------------- | --------------------- | --------------- | ------------ | ------------------- |
| Johnny Jordaan Zingt Liedjes van Willy Derby                        | 1962                  | -                     |                 |              |                     |
| Jofel Mokum                                                         | 1968                  | -                     |                 |              |                     |
| Tussen Kerstmis En Nieuwjaar                                        | 1969                  | -                     |                 |              |                     |
| Ouwe Trouwe Jordaan                                                 | 1969                  | -                     |                 |              |                     |
| Als Ik Jou Niet Had                                                 | 1970                  | -                     |                 |              | met Tante Leen      |
| Feest Met Johnny Jordaan En De Schuimkoppen                         | 1971                  | -                     |                 |              | met De Schuimkoppen |
| Bedankt, lieve mensen                                               | 1972                  | -                     |                 |              |                     |
| Alle Dagen Feest Met Johnny Jordaan En Tante Leen                   | 1972                  | -                     |                 |              | met Tante Leen      |
| Samen Uit Samen Thuis                                               | 1973                  | -                     |                 |              | met Tante Leen      |
| Ik Maak van Mijn Hart Geen Moordkuil                                | 1973                  | -                     |                 |              |                     |
| Uw Koninkrijk Kome                                                  | 1973                  | -                     |                 |              |                     |
| Jeugdherinneringen (Liedjes die we vroeger samen zongen)            | 1975                  | 18-01-1975            | 10              | 4            | met Willy Alberti   |
| Successen Uit Onze Jeugd                                            | 1975                  | -                     |                 |              | met Willy Alberti   |
| Eeuwig Jong                                                         | 1975                  | -                     |                 |              | met Tante Leen      |
| Weetje Nog Wel...                                                   | 1976                  | -                     |                 |              | met Willy Alberti   |
| Alle Dagen Feest Nr 2                                               | 1976                  | -                     |                 |              | met Tante Leen      |
| In Opperetteland                                                    | 1977                  | -                     |                 |              |                     |
| Het beste van                                                       | 1989                  | 11-03-1989            | 85              | 5            |                     |
| De parel van de Jordaan                                             | 1992                  | 19-12-1992            | 42              | 9            |                     |

### Singles
| Single met eventuele hitnotering(en) in de Nederlandse Top 40 | Datum van verschijnen | Datum van binnenkomst | Hoogste positie | Aantal weken | Opmerkingen                                    |
| ------------------------------------------------------------- | --------------------- | --------------------- | --------------- | ------------ | ---------------------------------------------- |
| Oude hitparades                                               |                       |                       |                 |              |                                                |
| Bij ons in de Jordaan                                         | 1955                  | -                     |                 |              |                                                |
| Het Hart Van Een Echte Jodaner                                | 1955                  | -                     |                 |              |                                                |
| De afgekeurde woning                                          | 1955                  | -                     |                 |              |                                                |
| Johnny's potpourri                                            | 1955                  | -                     |                 |              |                                                |
| Moeder, 'k ben toch zo blij als u lacht                       | 1955                  | -                     |                 |              |                                                |
| Geef mij maar Amsterdam                                       | 1956                  | 1-1956                |                 |              |                                                |
| Johnny's derde potpourri                                      | 1956                  | -                     |                 |              |                                                |
| Kerstmis in de Jordaan                                        | 1956                  | -                     |                 |              |                                                |
| De nieuwe feestpotpourri                                      | 1956                  | 3-1956                | 2               | 3 mnd        |                                                |
| Als de Jordaan in Antwerpen zou staan                         | 1956                  | -                     |                 |              |                                                |
| Pierement                                                     | 1956                  | 5-1956                | 8               | 1 mnd        |                                                |
| Zo, zo, zo is de Jordaan                                      | 1956                  | 10-1956               | 9               | 1 mnd        |                                                |
| Kleine Jordanees                                              | 1956                  | -                     |                 |              |                                                |
| De vliegende Hollander                                        | 1957                  | -                     |                 |              |                                                |
| Jordaan potpourri no.4                                        | 1957                  | -                     |                 |              |                                                |
| De ouwe sopraan uit de Jordaan                                | 1957                  | -                     |                 |              |                                                |
| Als je van mij zou houden                                     | 1958                  | -                     |                 |              |                                                |
| Daar mag je alleen naar kijken                                | 1962                  | 4-1962                | 9               | 4 mnd        |                                                |
| Top 40                                                        |                       |                       |                 |              |                                                |
| Een pikketanussie                                             | 1968                  | 30-11-1968            | 16              | 9            |                                                |
| Pruimenpap                                                    | 1970                  | 24-1-1970             | 14              | 5            | Nr. 15 in de Hilversum 3 Top 30                |
| Omdat ik zoveel van je hou                                    | 1970                  | 5-9-1970              | tip             |              | met Beppie Nooij                               |
| Ze zijn nog niet vergeten                                     | 1981                  | 19-9-1981             | 35              | 3            | Nr. 19 in de Nationale Hitparade / Alarmschijf |
| Amsterdam                                                     | 1983                  | -                     |                 |              | Nr. 44 in de Nationale Hitparade               |
| Bij ons in de Jordaan                                         | 1989                  | -                     |                 |              | Nr. 89 in de Nationale Hitparade               |

| Single met hitnotering(en) in de Vlaamse Ultratop 50 | Datum van verschijnen | Datum van binnenkomst | Hoogste positie | Aantal weken | Opmerkingen |
| ---------------------------------------------------- | --------------------- | --------------------- | --------------- | ------------ | ----------- |
| Bij ons in de Jordaan                                | 1955                  | 01-08-1955            | 2               | 32           |             |
| Johnny's potpourri deel 1                            | 1955                  | 01-09-1955            | 1(3wk)          | 36           |             |
| Jordaanwals                                          | 1955                  | 01-10-1955            | 1(2wk)          | 24           |             |
| Johnny's potpourri deel 2                            | 1956                  | 01-02-1956            | 5               | 12           |             |
| België en Nederland                                  | 1956                  | 01-04-1956            | 2               | 8            |             |
| Geef mij maar Amsterdam                              | 1956                  | 01-04-1956            | 1(2wk)          | 32           |             |
| Pierement                                            | 1956                  | 01-05-1956            | 10              | 4            |             |
| Zo, zo, zo is de Jordaan                             | 1956                  | 01-07-1956            | 8               | 16           |             |
| Bloemenlied                                          | 1957                  | 01-03-1957            | 17              | 4            |             |
| De trekorgelman                                      | 1958                  | 01-01-1958            | 6               | 12           |             |

### Dvd's
| Dvd's met hitnoteringen in de Nederlandse Music Top 30 | Datum van verschijnen | Datum van binnenkomst | Hoogste positie | Aantal weken | Opmerkingen                    |
| ------------------------------------------------------ | --------------------- | --------------------- | --------------- | ------------ | ------------------------------ |
| Bij ons in de Jordaan                                  | 2005                  | 17-09-2005            | 1(3wk)          | 13           | met Tante Leen & Willy Alberti |